# Ясная Долина
Ясная Долина (бел. Ясная Даліна) — упразднённый посёлок в Демьянковском сельсовете Добрушского района Гомельской области Беларуси.
В связи с радиационным загрязнением в результате катастрофы на Чернобыльской АЭС жители (3 семьи) в 1990 году переселены в чистые места.

## География

### Расположение
В 27 км на северо-запад от районного центра и железнодорожной станции Добруш (на линии Гомель — Унеча), 55 км от Гомеля, 1,5 км от границы с Россией.

## Гидрография
На востоке мелиоративный канал, связанный с рекой Очёса (приток реки Ипуть).

## Транспортная сеть
Транспортная связь по просёлочной, затем по автомобильной дороге Демьянки — Добруш. Планировка состоит из короткой прямолинейной улицы, ориентированной с северо-запада на юго-восток. Застройка деревянная усадебного типа.

## История
Основан в начале 1920-х годов переселенцами из соседних деревень на бывших помещичьих землях. В 1926 году в Круговском сельсовете Добрушского района Гомельского округа. В 1931 году жители вступили в колхоз. В 1959 году входил в состав колхоза «Рассвет» (бел. «Світанне»), центр — деревня Круговка.
В 2005 году посёлок Ясная Долина исключён из данных по учёту и регистрации административно-территориальных и территориальных единиц как фактически несуществующий населённый пункт.

## Население

### Численность
- 1990 год — жители (3 семьи) переселены

### Динамика
- 1926 год — 22 двора, 97 жителей
- 1959 год — 112 жителей (согласно переписи)
- 1990 год — жители (3 семьи) переселены